# Oscar Zeta Acosta
Pour les articles homonymes, voir Acosta.
Œuvres principales
- Autobiography of a Brown Buffalo (1972),  (ISBN 0-679-72213-0) (Random House)
- The Revolt of the Cockroach People (1973),  (ISBN 0-679-72212-2) (Knopf)

A paraître en français :
- Mémoires d'un Bison, éditions Tusitala (2013)
- La Révolte des cafards, éditions Tusitala (2014)

Oscar Zeta Acosta (1935 - ?) est un avocat, écrivain et homme politique américain.

## Biographie et carrière
Acosta est né le 8 avril 1935 à El Paso, au Texas, et a grandi dans un petit village rural nommé Riverbank, près de Modesto, en Californie.
Oscar Acosta s'est fait connaître comme avocat en partant en guerre contre la pauvreté et les discriminations dans le sud des États-Unis, dénonçant notamment les injustices dont étaient victimes les latinos (américains d'origine sud-américaines et émigrés sud-américains) en Californie et prenant comme clients des marginaux qu'il défendait gratuitement.
Orateur charismatique, il se lança en 1970 dans la course à l'élection de shérif du comté de Los Angeles, sans succès.

### Rencontre avec Hunter S. Thompson
En 1971, Acosta prit part à l'aventure qui sera plus tard intitulé Fear and Loathing in Las Vegas (Las Vegas Parano en français) et racontée par le journaliste Hunter S. Thompson dans le livre du même nom, selon les préceptes du journalisme gonzo. Ainsi, Oscar Acosta (appelé Maître Gonzo dans le livre) accompagna Thompson (Raoul Duke dans le livre) à Las Vegas alors que ce dernier devait y couvrir une course de motos en plein désert. Durant ce séjour, l'avocat et le journaliste consommèrent de multiples drogues en grande quantité, donnant à leur séjour les aspects terrifiants et psychédéliques décrits dans l'ouvrage de Thompson. À la sortie du livre, Acosta demanda à Thompson de se voir accorder les droits de coauteur, considérant qu'il avait pris part d'une certaine façon à la rédaction du texte, comme acteur de l'aventure décrite, mais Thompson refusa.[réf. nécessaire](Source : Gonzo Highway, mai 2005)

### Disparition
Oscar Acosta disparut dans des circonstances mystérieuses en 1974. Depuis cette date, personne ne sait vraiment ce qu'il est devenu. Son fils Marco fut la dernière personne à avoir eu un contact répertorié avec lui ; en 1974, Oscar Acosta lui a déclaré au cours d'un appel téléphonique, « Fiston, je suis sur le point d'embarquer sur un bateau rempli de neige blanche ». Depuis ce jour plus personne n'a eu signe de lui. En 1977, le journal Rolling Stone (pour lequel avait travaillé Thompson) reçut la facture d'un hôpital ayant soigné, pour une fracture du bras, un certain « Oscar Acosta » sans qu'il soit possible d'établir s'il s'agissait réellement d'Acosta et si celui-ci était encore en vie. Certaines rumeurs l'ont envoyé participer à des révolutions en Amérique du Sud, d'autres l'ont imaginé assassiné pour ses prises de positions politiques. Thompson lui-même a déclaré qu'Oscar Acosta avait très bien pu périr des mains de dealers ou de trafiquants de drogue.
Il est probable qu'Oscar Zeta Acosta soit aujourd'hui mort, bien qu'officiellement, il soit toujours considéré comme vivant.

## Livres
En tant qu'écrivain, Oscar Acosta est l'auteur de deux livres :
- Autobiography of a Brown Buffalo (1972),  (ISBN 0-679-72213-0) (Random House)
- The Revolt of the Cockroach People (1973),  (ISBN 0-679-72212-2) (Knopf)

Parus en français :
- Mémoires d'un Bison (2013),  (ISBN 979-10-92159-00-4) (éditions Tusitala)
- La Révolte des cafards (2014),  (ISBN 979-10-92159-04-2) (éditions Tusitala)
- Mémoires d'un Bison (2014), (éditions 10/18)
- La Révolte des cafards (2016), (éditions 10/18)

Autres références littéraires :
- The Great Shark Hunt: Strange Tales from a Strange Time (1979), par Hunter S. Thompson.  (ISBN 0-345-37482-7) (Ballantine Books)
- Oscar "Zeta" Acosta: the uncollected works (1996).  (ISBN 1-558-85099-6) (Arte Público Press)

## Films
Oscar Zeta Acosta a été représenté par deux fois sur le grand écran :
- Un premier film adapté des livres de Hunter S. Thompson fut réalisé en 1980 sous le titre : Where the Buffalo Roam avec Bill Murray dans le rôle de Hunter S. Thompson et Peter Boyle dans le rôle de Oscar Zeta Acosta (le nom est changé en Carl Lazlo, Esq. dans le film).
- Porté à l'écran en 1998 par Terry Gilliam, Fear And Loathing In Las Vegas (Las Vegas Parano) est une adaptation du roman du même nom. Acosta, interprété par Benicio del Toro, est surnommé dans ce film Maître Gonzo comme dans le roman et Thompson, interprété par Johnny Depp, porte le surnom de Raoul Duke.

## Citations sur Acosta
« Oscar was not into serious street-fighting, but he was hell on wheels in a bar brawl. Any combination of a 250 lb Mexican and LSD-25 is a potentially terminal menace for anything it can reach - but when the alleged Mexican is in fact a profoundly angry Chicano lawyer with no fear at all of anything that walks on less than three legs and a de facto suicidal conviction that he will die at the age of 33 - just like Jésus-Christ - you have a serious piece of work on your hands. Especially if the bastard is already 33 1/2 years old with a head full of Sandoz acid, a loaded .357 Magnum in his belt, a hatchet-wielding Chicano bodyguard on his elbow at all times, and a disconcerting habit of projectile vomiting geysers of pure blood off the front porch every 30 or 40 minutes, or whenever his malignant ulcer can't handle any more raw tequila. » (« Oscar n'était pas un habitué des bagarres sérieuses, mais c'était un beau diable dans les rixes de bar. Tout mélange entre un Mexicain de 250 livres et du LSD-25 est une menace potentiellement fatale pour toute chose qu'elle vise - mais quand ledit Mexicain est en vérité un avocat chicano profondément en colère qui n'a pas peur de tout ce qui marche sur moins de trois jambes avec une conviction suicidaire qu'il va mourir à 33 ans - comme Jésus-Christ, tu as un sérieux problème sur les bras. Particulièrement si le mec a 33 ans et demi, la tête remplie d'acide, un .357 Magnum chargé à la ceinture, un garde du corps Chicano visible sur le coude, et une déconcertante habitude de cracher en vomissant des geysers de sang toutes les 30 ou 40 minutes, ou quand son ulcère malin ne peut plus supporter de téquila pure. »)
Hunter S. Thompson, Rolling Stone #254, 15 décembre 1977
« Every century a few individuals are born who are destined to lead the weak, to hold unpopular beliefs and, most important who are willing to die for their cause. My father's whole life was given to the fight for "the people". » (« Chaque siècle, un petit nombre d'individus naissent et sont destinés à mener les faibles, à avoir des convictions impopulaires et, le plus important, à être prêts à mourir pour leur cause. Mon père aura passé toute sa vie à combattre pour "le peuple". » 
Marco Acosta, fils de Oscar Zeta Acosta